# Nfiss

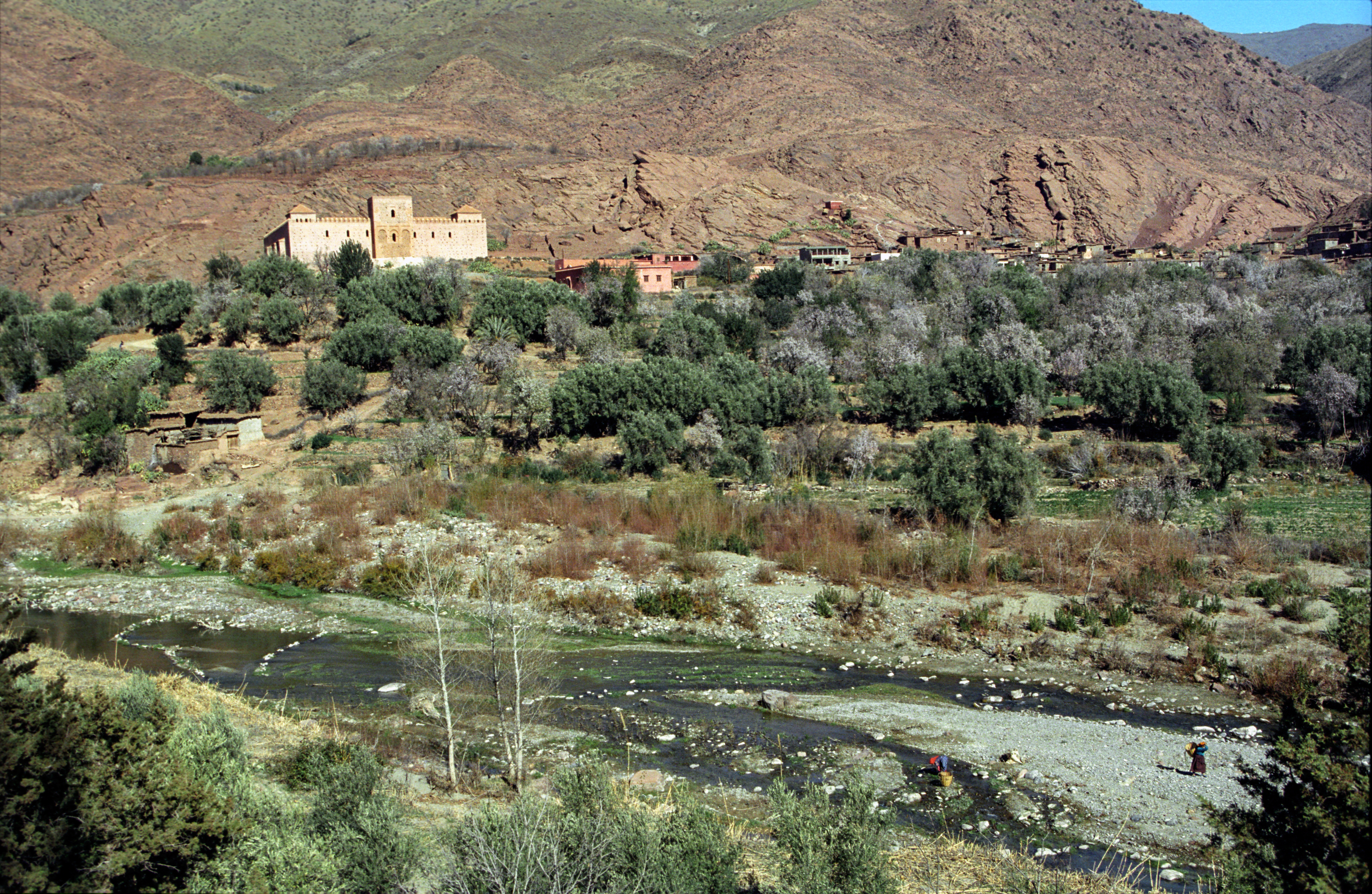
Mezquita de Tin Mal al lado del río Nfiss

Los aproximadamente 140 km de largo del  Uadi Nfiss o Nfiss ( en árabe: نفيس‎ , en francés Oued N'Fis, en la literatura más antigua también Wād Nafīs ) es uno de los afluentes más importantes del Oued Tensift en el suroeste de Marruecos .

## Geografía
El Uadi Nfiss nace aproximadamente a  2900 m de altitud en el flanco oriental del Jbel Tichka de 3350 m de altura en el Alto Atlas ; fluye primero hacia el este en dirección al paso de Tizi n'Tichka, luego más tarde hacia el norte y desemboca en el Oued Tensift a unos 40 km al noroeste de Marrakech .

## Función
El Uadi Nfiss con sus dos embalses y otras presas sirve principalmente para abastecer de agua a la ciudad de Marrakech y a otros lugares de la zona. En sus orillas, que son en su mayoría empinadas los bancales son utilizados por la población bereber local  en una agricultura minifundista; La ganadería (ovejas y cabras), por otro lado, juegan un papel mucho más importante.

## Embalses
Hay dos  grandes embalses en el Uadi Nfiss:
- Embalse  Lalla Takerkoust ( aprox. a 40 km al sur de Marrakech)
- Embalse Yacoub El Mansour (aprox.60 km al sur de Marrakech cerca de Ouirgane )

## Historia
A finales del siglo XIX  y principios del XX  el valle de Nfiss estaba en gran parte bajo el control de la tribu bereber de los Goundafa, que construyó varias fortalezas ( kasbahs ) aquí, incluida la de Agadir n'Gouf cerca de Ijoukak .

## Lugares en el río
- Tinmal
- Ijoukak
- Ouirgane
- Lalla Takerkoust

## Atracciones
- El paisaje de montaña en los tramos superiores del Oued Nfiss ofrece muchos aspectos atractivos. A partir de Ijoukak, se pueden realizar caminatas por la montaña o excursiones de varios días; el Agadir n'Gouf está emplazado en la cima de una colina sobre el pueblo.
- El pequeño pueblo de montaña de Tinmal, habitado por bereberes, está a unos 6 km al suroeste. Su mezquita almohade , que también es accesible para los turistas, se puede llegar a pie desde la carretera (R203) a través de un puente o pasarela a menudo en mal estado (distancia inferior a 1 km).

## Enlaces web
- Oued N'Fis - información breve (francés)
- Oued N'Fis cerca de Ouirgane - foto

- Datos: Q14834632
- Multimedia: N'Fiss / Q14834632